# Kathryn Kuhlman

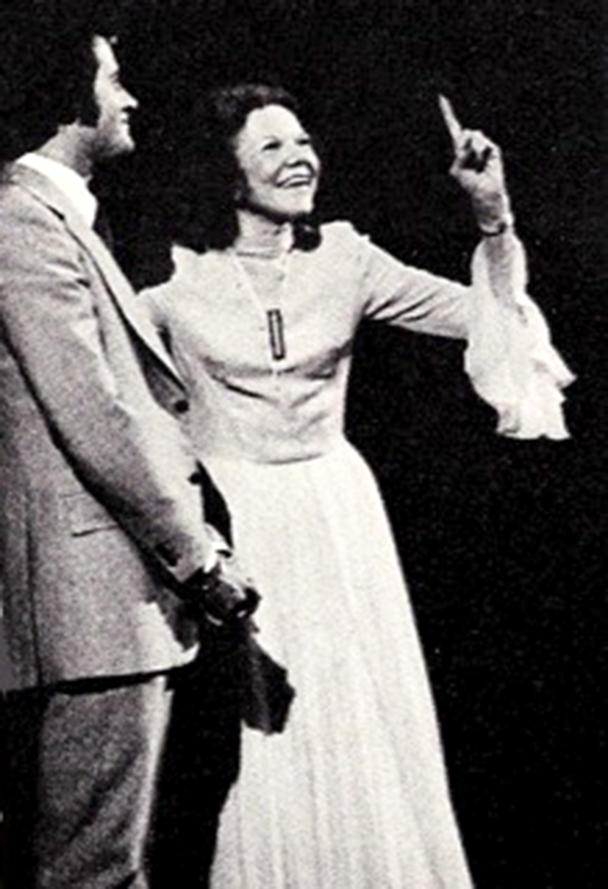
Kathryn Kuhlman (rechts) in 1975

Kathryn Johanna Kuhlman (Concordia (Missouri), 9 mei 1907 – Tulsa (Oklahoma), 20 februari 1976) was een Amerikaanse gebedsgenezeres en evangeliste.

## Levensloop
Kuhlman groeide op in een Methodistenkerk. Van haar 16e tot haar 21e reisde ze rond met haar zus en zwager die tentcampagnes organiseerden. In deze tijd kreeg ze veel ruimte om te spreken. In dezelfde periode werden zij beïnvloed door Charles Price, een Canadese evangelist, die hen kennis liet maken met de doop met de Heilige Geest. Vanaf dit moment werd er ook gebedsgenezing gehanteerd tijdens de campagnes. Kuhlman bezocht twee jaar een Bijbelschool in Seattle. Na vijf jaar besloot ze haar eigen bediening te beginnen. Door haar opvallende manier van spreken trok ze veel mensen. Ze ging wonen in Denver, Colorado en stichtte de Denver Revival Tabernacle.
In 1938 trouwde ze met de evangelist Burroughs Waltrip. Dit was een schandaal, omdat deze zijn vrouw en twee kinderen voor haar verliet. In 1944 gingen zij uit elkaar omdat Kuhlman volgens haar zelf moest kiezen tussen "haar huwelijk of haar werk". In 1948 verhuisde zij naar Pittsburgh, Pennsylvania en begon daar met genezingsdiensten in Carnegie Hall. Dat zou ze twintig jaar doen en deze diensten groeiden uit tot een begrip.
In deze jaren groeide ze uit tot een beroemdheid, mede omdat ze regelmatig verscheen in seculiere talkshows. Ze hield genezingscampagnes in de hele Verenigde Staten en in het buitenland. In de jaren zestig en zeventig had zij haar eigen tv-programma bij CBS genaamd I Believe In Miracles.
Een belangrijk "handelsmerk" van Kuhlman was dat er mensen neervielen als zij met hen bad. Dit fenomeen staat ook bekend als "het vallen in de geest". Kuhlman legde dat zelf uit als de "kracht van de Geest" die over mensen kwam. Zij was een van de eerste evangelisten waar dat bij gebeurde. Na haar zouden er nog velen volgen. Ze had een belangrijke invloed op de evangelist Benny Hinn. Hij wierp zich op als haar geestelijk erfgenaam, hoewel zij hem nooit ontmoet heeft.
Er was ook veel kritiek op Kuhlman. Zo zouden de genezingen die zij claimde niet wetenschappelijk aantoonbaar zijn. Ook was er kritiek op de luxe zij zich veroorloofde, zoals dure japonnen en juwelen.
Op 20 februari 1976 overleed Kuhlman tijdens een openhartoperatie.